# Черв'яга струнка
Черв'яга струнка (Caecilia gracilis) — вид земноводних з роду Черв'яга родини Черв'яги.

## Опис
Загальна довжина досягає 65-70 см. Голова невелика. Тулуб завтовшки з олівець з 210—285 кільчастими складками, які чітко помітні лише на задній частині тіла. Забарвлення тіла буре.

## Спосіб життя
Полюбляє субтропічні або тропічні вологі ліси, вологі савани, плантації, сільські сади, сильно деградовані колишні ліси. Практично увесь час проводить під землею, де риє ходи. риються там, Тут вона рухається з відносно великою силою і швидкістю. Іноді ця черв'яга трапляється у мурашниках. Живиться переважно мурахами та їх личинками.
Це яйцекладна амфібія. Про процес парування й розмноження відомо замало.

## Розповсюдження
Мешкає у північно східному Перу, центральній та східній Бразилії, Гаяні, Суринамі, Французькій Гвіані. Інколи зустрічається у Колумбії.